# دان تورنر
دان تورنر (بالإنجليزية: Dan Turner) هو لاعب كرة قدم بريطاني في مركز الهجوم، ولد في 23 يونيو 1998 في ستون ‏ في المملكة المتحدة. لعب مع نادي تاموورث ونادي فالكيرك.

## وصلات خارجية
- دان تورنر على موقع قاعدة بيانات كرة القدم.إي يو (الإنجليزية)
- دان تورنر على موقع Soccerbase.com (لاعب) (الإنجليزية)
- دان تورنر على موقع Soccerway.com (الإنجليزية)